# Passunion
Passunion är en union mellan två eller flera länder där gränskontroller vid deras gemensamma gränser har avskaffats. Inom en passunion råder fri rörlighet för personer och oftast även för varor. Giltig resehandling och visum behöver inte visas upp när de inre gränserna passeras, däremot kan det fortfarande vara ett krav att personer medföra dessa handlingar vid resa. Exempel på passunioner är Schengensamarbetet och passunionen mellan Belarus och Ryssland.